# Schneckenkorn
Schneckenkorn ist ein frei im Handel erhältliches, kornförmig gepresstes Molluskizid (Untergruppe der Biozide), welches gegen Schneckenbefall im Haus- und Gartenbereich zwischen zu schützende Pflanzen ausgestreut wird.
Je nach Wirkstoff verenden die Tiere entweder durch (Schleimhaut-)Kontakt mit dem Schneckenkorn oder durch dessen orale Aufnahme.
Einige Produkte enthalten aber Schnecken abschreckende Düfte und vertreiben sie lediglich. Der Vorteil ist hier, dass unter Naturschutz stehende Schneckenarten, wie die Weinbergschnecke, oder die Nordische Purpurschnecke, nicht getötet werden. Die Bundesartenschutzverordnung hält hierbei fest, welche Schneckenarten per Gesetz als geschützt oder streng geschützt gelten.
| Arten, gegen die Gärtner häufig vorgehen: | Nützlinge:            |
| ----------------------------------------- | --------------------- |
| Spanische Wegschnecke                     | Tigerschnegel         |
| Garten-Wegschnecke                        | Weinbergschnecke      |
| Ackerschnecke                             | Garten-Bänderschnecke |

## Wirkmechanismen

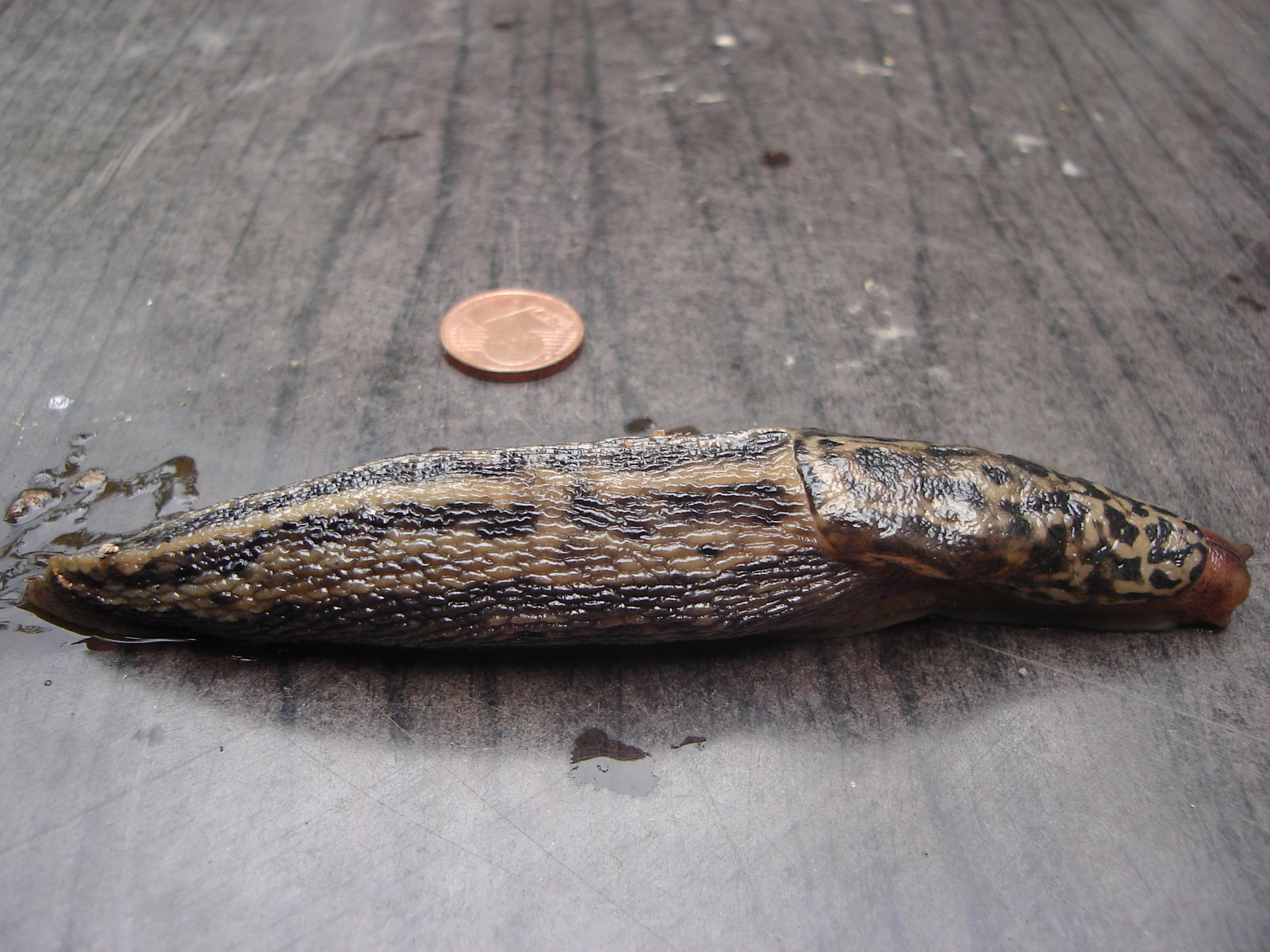
Schnegel vorher

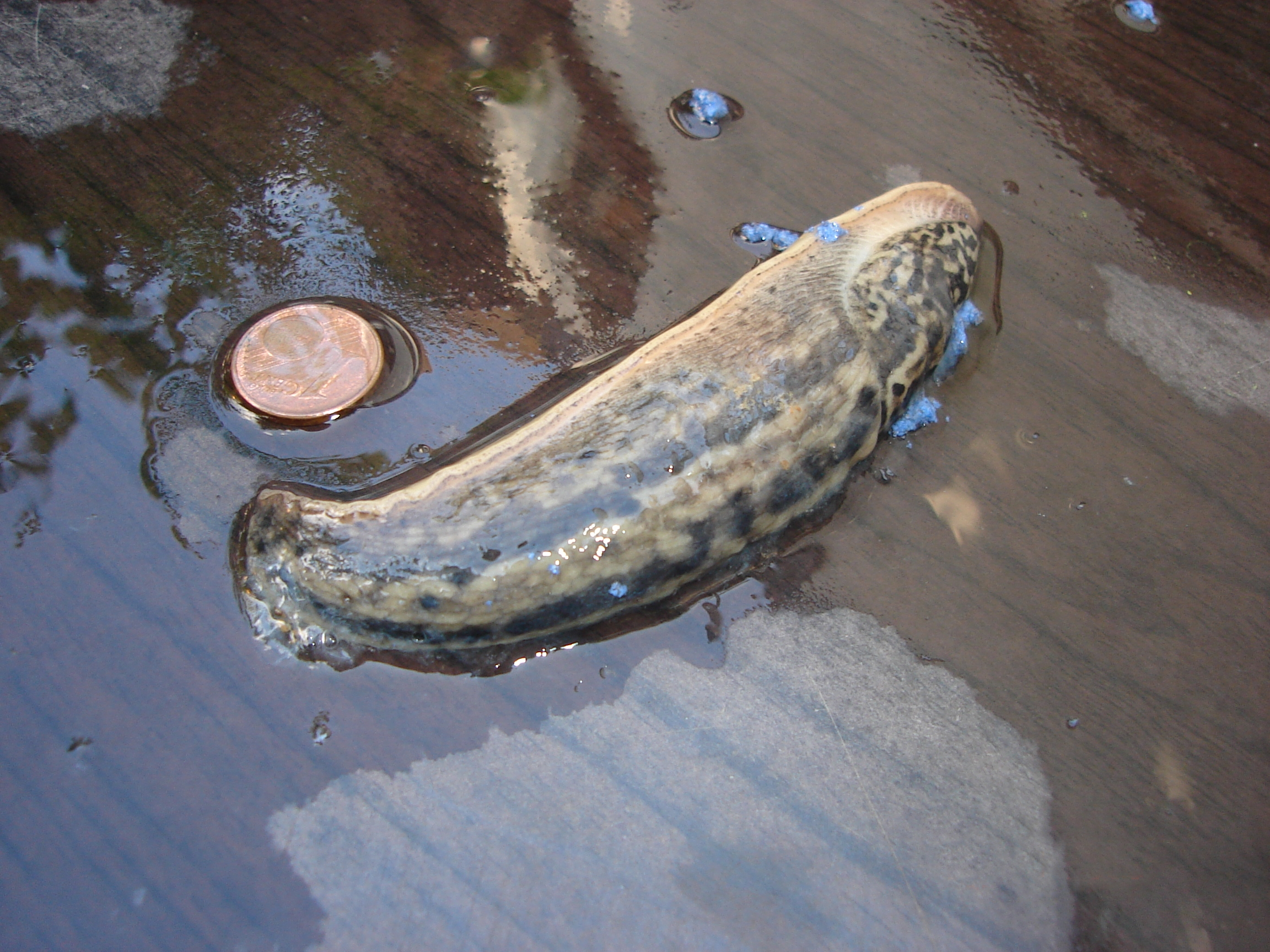
Schnegel, 20 Minuten nachdem er Schneckenkorn gefressen hat

Zur Schneckenbekämpfung werden verschiedene Mittel angeboten. Zusammensetzung und Wirkmechanismen unterscheiden sich deutlich.
Während das bis zum 19. September 2014 noch erhältliche Methiocarb, ein auch für Menschen giftiges Neurotoxin, inzwischen nicht mehr zur Nutzung in Schneckenkorn zugelassen ist, werden die Wirkstoffe Metaldehyd und Eisen(III)-phosphat gängig verwendet, und auch ein auf ätherischen Ölen basierendes Granulat findet Anwendung.
Grundsätzlich enthalten sind Lockstoffe, welche die Schnecken anziehen. Nachteilig dabei ist, dass auch Schnecken aus einem großen Umkreis angelockt werden und ggf. vor ihrem Tod Eigelege hinterlassen.
Hat die Schnecke Kontakt mit dem Schneckenkorn, indem sie es frisst oder berührt, entfaltet es seine Wirkung.
Metaldehyd bewirkt die Austrocknung der Schnecken, indem es die schleimproduzierenden Zellen unwiderruflich schädigt. Auch für Kleinkinder und Tiere ist dieser Wirkstoff giftig und kann als Zeichen der Intoxikation Krämpfe, Temperaturanstieg, Erbrechen und Durchfall auslösen. Je nach Produkt tritt nach etwa 20 Minuten der Aufnahme die Wirkung ein.
Produkte auf Basis von auch im Bioanbau zugelassenem Eisen(III)-phosphat sind die für die Umwelt besser verträgliche Alternative dazu. Nachdem der Wirkstoff aufgenommen wurde, sollen die Tiere ihre Nahrungsaufnahme sofort einstellen, sich in ihre Verstecke zurückziehen und dort innerhalb einiger Tage sterben. Eisen(III)-phosphat wird auch als Pflanzennährstoff verwendet.
Neue Untersuchungen deuten jedoch darauf hin, dass in den meisten Fällen weder Metaldehyd- noch Eisen(III)-phosphat-Schneckenkörner für adulte Spanische Wegschnecken tödlich sind. Auch eine fraßhemmende Wirkung konnte nur begrenzt festgestellt werden.
Sogenanntes „biologisches“ Schneckenkorn enthält oft Extrakte aus Pflanzen, die natürliche Abwehrstoffe gegen Schneckenfraß entwickelt haben (beispielsweise bestimmte Moose) oder abschreckend auf Schnecken wirken wie Lavandinöl, das aus Lavandula hybrida (Hybride aus Echtem Lavendel  und Speik-Lavendel) gewonnen wird. Es wirkt als Repellent, schreckt die Schnecken also durch seinen Duft ab. Diese Lösung ist sehr tierfreundlich.

## Alternativen
Zu den für Menschen und Tiere schadfreien Alternativen gehören der Einsatz von Laufenten, das regelmäßige Absammeln und Umsiedeln der Schnecken, der Einsatz von Kaffee, Kalk oder Sägemehl, welche anstelle von Schneckenkorn um die zu schützenden Areale verstreut werden sollen, Bier- oder andere Schneckenfallen, ein Schneckenzaun, das Fördern von Fressfeinden (bspw. Blindschleiche, Kröten).
Um dem Befall vorzubeugen, können verschiedene Maßnahmen ergriffen werden. So sorgt das Tiefenlockern der Erde nach den ersten Frösten, bzw. das gründliche Durchharken der Beete vor dem Frühjahr für die Vernichtung vieler Eier. Diese Störung des Bodenlebens muss abgewogen werden, weil sie den Grundsätzen biologischen Gärtnerns widerspricht. Laut NABU ist eine Kombination der verschiedenen Maßnahmen am effektivsten, wobei sich zum Schutz von Nützlingen das Absammeln oder Fernhalten am ehesten anbieten.
Nematoden sind Fadenwürmer, welche bei spezifischen Problemen mit der Genetzten Ackerschnecke über das Gießwasser ausgebracht werden können. Sie befallen ausschließlich diese Schneckenart, gegen den Hauptschädling, die Spanische Wegschnecke, nützen sie nicht.